# E35 (Ecuador)
Dieser Artikel wurde aufgrund von inhaltlichen Mängeln auf der Qualitätssicherungsseite des WikiProjekts Straßen eingetragen. Dies geschieht, um die Qualität der Artikel aus dem Themengebiet Straßen auf ein akzeptables Niveau zu bringen. Bitte hilf mit, die inhaltlichen Mängel dieses Artikels zu beseitigen, und beteilige dich bitte an der Diskussion!

Begründung: Übernahme allgemeine QS: drei Jahre alte WP:Textwüste, teilweise unverständlich, Rechtschreibung mangelhaft -- feuerst – disk 11:40, 17. Jul. 2017 (CEST)
Die E35 oder Troncal de la Sierra ist eine Nationalstraße erster Ordnung in Ecuador. Die Straße durchquert die Sierra (das Andenhochland) Ecuadors von Norden nach Süden und ist überwiegend Teil der Panamericana. Sie beginnt an der Grenze zu Kolumbien und endet an der ecuadorianisch-peruanischen Grenze und verbindet wichtige Städte, etwa Ibarra im Norden mit der Hauptstadt Quito und weiter südlich Ambato, Riobamba, Cuenca und Loja.

## Strecke

### Provinz Carchi

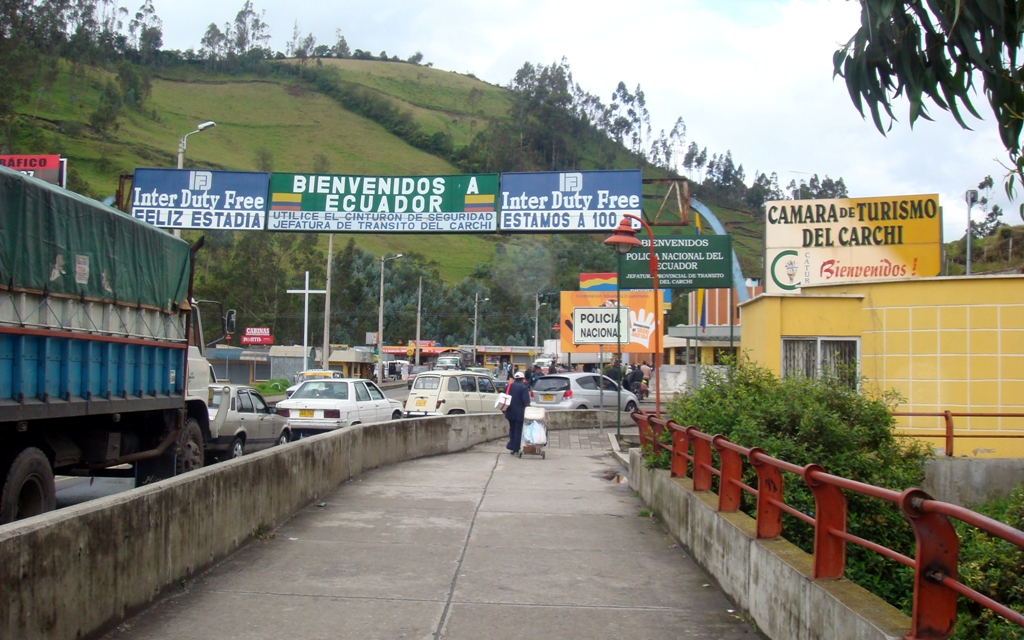
Grenzübergang bei Rumichaca (2008)

Die E35 beginnt an der ecuadorianisch-kolumbianischen Grenze nahe Tulcán in der Provinz Carchi. Auf kolumbianischer Seite setzt sie sich als I-25 fort. Vom Grenzübergang bei Rumichaca ausgehend verläuft sie zunächst mit zwei unabhängig geführten und jeweils dreistreifig ausgebauten Richtungsfahrbahnen entlang des Río Tajamar in Richtung Tulcán. Die E35 wird in südwestlicher Richtung an Tulcán und dem Flughafen der Stadt vorbeigeführt, sie hat in diesem Abschnitt nur noch je einen Fahrstreifen pro Richtung. Hinter Tulcán knickt die Straße nach Süden ab und führt über Julio Andrade, San Gabriel nach Bolívar. Von dort an ist sie wieder zweistreifig je Richtung ausgebaut. Bei Julio Andrade trifft die E10 auf die Troncal de la Sierra und beide verlaufen fortan gemeinsam. Der Abschnitt zwischen Bolívar und El Juncal hinab in das Chota-Tal ist sehr kurvenreich. Der Río Chota ist außerdem Grenzfluss zwischen den Provinzen Carchi und Imbabura.

### Provinz Imbabura
Bei El Juncal überbrückt die Straße den Río Chota. In der Provinz Imbabura folgt die E35 zunächst weiterhin dem Verlauf des Flusses nach Westen. Nahe Salinas verlässt die E10 den gemeinsamen Verlauf mit der E35 und biegt, dem Río Mira folgend, nach Nordwesten Richtung San Lorenzo ab. Kurz davor endet auch der vierstreifige Abschnitt der Nationalstraße. Die E35 folgt dem aus Süden kommenden Río Ambi in die Provinzhauptstadt Ibarra. Sie verläuft dabei zunächst an der Laguna de Yahuarcocha vorbei ins Stadtzentrum Ibarras. Anschließend führt die Straße westlich am Vulkan Imbabura vorbei nach Otavalo. Danach passiert sie den Lago San Pablo und trifft nördlich von Cayambe auf das Gebiet der Provinz Pichincha.

### Provinz Pichincha

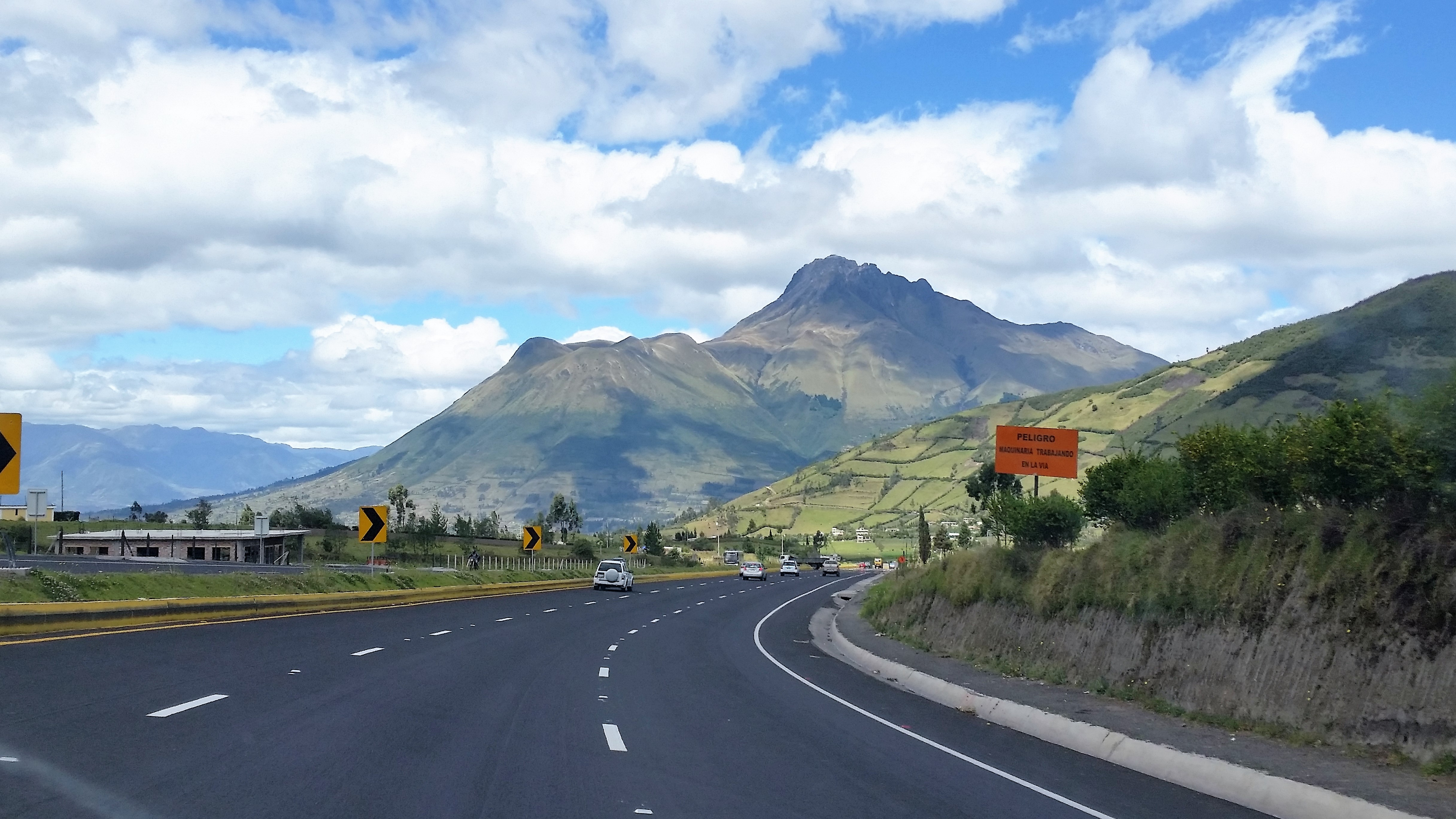
Die E35 zwischen Cayambe und Otavalo, im Hintergrund der Imbabura

Cayambe ist die erste größere Stadt in der Provinz Pichincha, die von der E35 durchquert wird. Über die E28B besteht zwischen Cayambe und Guayllabamba eine Alternativverbindung durch Tabacundo. Bei Santa Rosa de Cuzubamba zweigt die E283 in Richtung Guayllabamba und weiter in den Norden Quitos ab. Die E35 setzt ihren Verlauf nach Süden fort und führt östlich an der Hauptstadt vorbei. In Tababela trifft die Schnellstraße zum Flughafen Quito auf die E35. Ab hier ist die Straße wieder mit bis zu drei Fahrstreifen je Richtung ausgebaut.
Bei Pifo befindet sich der Knotenpunkt mit der E28C, die in das Stadtzentrum Quitos und zur Ruta Viva führt, sowie der E20, die aus Osten aus der Provinz Napo kommt. E20 und E35 verlaufen von dort aus gemeinsam weiter durch Sangolquí, wo es mit der Avenida General Rumiñahui eine weitere Verbindung ins Quitoer Zentrum gibt. Von dort aus führt die E35 als einbahnige Straße in südwestlicher Richtung nach Tambillo, wo sie auf die E28A trifft, die den Süden Quitos anbindet. Ab Tambillo setzt sich der Streckenverlauf vierstreifig nach Süden fort. Nördlich von Machachi und östlich von Alóag zweigt die E20 in Richtung Santo Domingo ab. Südlich von Machachi beginnt unweit der Grenze zur Provinz Cotopaxi ein autobahnähnlich ausgebauter Abschnitt der E35, in dem es sowohl Anschlussstellen, als auch höhengleiche Kreuzungen und Einmündungen mit Ampelregelung gibt.

### Provinz Cotopaxi
In der Provinz Cotopaxi führt die E35 mit getrennten Richtungsfahrbahnen und drei Fahrstreifen pro Richtung westlich am namensgebenden Vulkan Cotopaxi und dem Nationalpark Cotopaxi vorbei. Im Zuge des Straßenausbaus haben die Siedlung Lasso (zu Tanicuchí), die Provinzhauptstadt Latacunga sowie das benachbarte San Miguel de Salcedo Ortsumfahrungen westlich der Zentren erhalten. Zwischen Latacunga und San Miguel de Salcedo ist die Straße sogar achtstreifig ausgebaut. Westlich von Latacunga kreuzt sich die E35 mit der E30, die die Provinzhauptstadt mit Quevedo verbindet. Der autobahnähnliche Abschnitt endet südlich von Salcedo in Höhe der Laguna de Yambo. Die Straße ist aber weiterhin vierstreifig. Wenig später erreicht sie die Provinz Tungurahua.

### Provinz Tungurahua

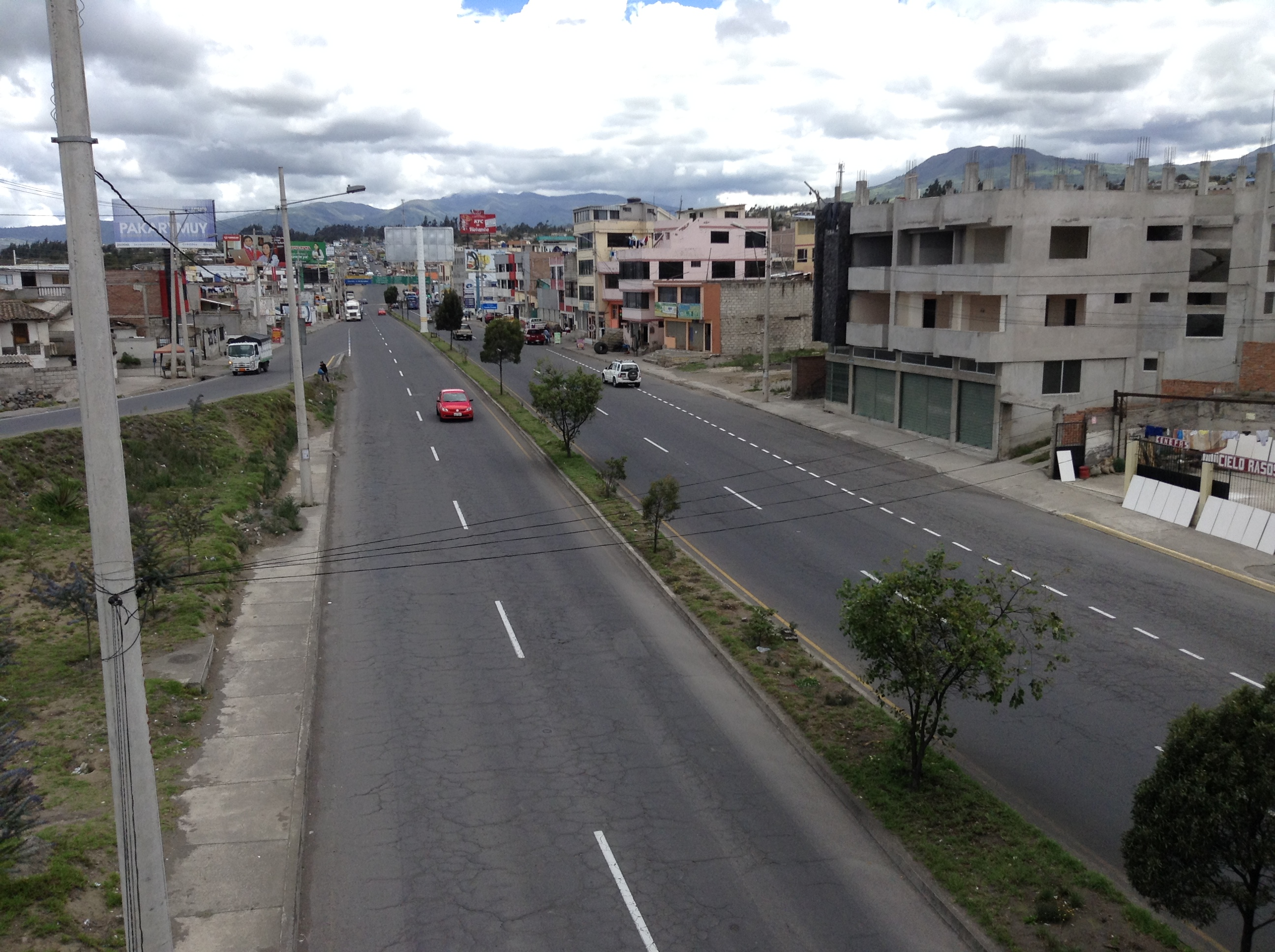
Die E35 in Ambato

Ambato ist die Hauptstadt der Provinz Tungurahua. Die E35 nimmt zunächst von Norden kommend direkten Kurs auf die Stadt, biegt aber nördlich der Stadt auf Höhe des Flughafens auf die vierstreifige Umgehungsstraße (Paso lateral) ab, die östlich am Zentrum vorbeiführt und den Río Ambato quert. In Huachi Grande trifft die Umgehungsstraße wieder auf die Ausfallstraße aus dem Zentrum. Die E35 knickt wenig weiter südlich nach Westen ab, während die Verbindung nach Baños und Puyo durch die abzweigende E30 hergestellt wird. Die E35 passiert den Chimborazo östlich und überschreitet die Grenze zur gleichnamigen Provinz.

### Provinz Chimborazo
Südöstlich des Chimborazos befindet sich die Hauptstadt der Provinz Chimborazo, Riobamba. Die ein- bis zweistreifig je Richtung befahrbare E35 tritt von Nordwesten kommend auf die Stadt und knickt dort nach Westen in Richtung Licán ab. Anschließend folgt sie dem Río Chibunga nach Cajabamba, wo die E487 über Pallatanga nach Cumandá führt. Die E35 führt mit einem Fahrstreifen je Richtung nach Guamote und anschließend vorbei an Alausí. Dort hat sie Anschluss an die E47 in Richtung El Triunfo und Guayaquil. Der Streckenverlauf ist im Folgenden von zahlreichen Steigungs- und Gefällestrecken sowie Serpentinen geprägt. Südlich von Llagos beginnt die Provinz Cañar.

### Provinz Cañar
Die Troncal de la Sierra durchquert die Provinz Cañar zentral von Norden nach Süden. Bei Zhud treffen die E35 und die aus La Troncal kommende E40 aufeinander und verlaufen gemeinsam nach Süden, zunächst nach El Tambo und dann nach Cañar. Die Straße ist in diesen Abschnitten weiterhin recht geländeangepasst sowie als einbahnig mit einem Fahrstreifen je Richtung befahrbar. In Biblián überquert die Straße den Río Burgay und folgt diesem in die benachbart gelegene Provinzhauptstadt Azogues, die sie westlich des Stadtzentrums tangiert. In Azogues beginnt ein sechsstreifiger Ausbauabschnitt der E35, die weiter grob dem Río Burgay folgt und bei El Descanso, unweit der Mündung des Río Burgay in den Río Cuenca, die Provinz Azuay erreicht.

### Provinz Azuay
In El Descanso zweigt zunächst die E40 in Richtung Paute ab, bevor die E35, weiterhin als mehrstreifige Schnellstraße ausgebaut, einen Knick nach Westen beschreibt und durch das Tal des Río Cuenca Kurs auf Cuenca, die Hauptstadt der Provinz Azuay, nimmt. Zunächst führt sie dabei an Chaullabamba vorbei, bevor mit der Avenida de las Américas der Hauptzubringer ins Stadtzentrum Cuencas nach Norden abzweigt. Die E35 ist in diesem Abschnitt die vierstreifige Südumfahrung (Circunvalación Sur) der Stadt. Sie führt etwa am Campus der Universidad del Azuay sowie der Yanuncay Universidad de Cuenca vorbei und folgt den Flüssen Río Tomebamba, Río Yanuncay und Río Tarqui. Südwestlich des Stadtzentrums trifft die Avenida de las Américas wieder auf die E35. Die Straße knickt hier nach Süden ab und verläuft zweistreifig im Tal des Río Tarqui weiter. Nordöstlich von Victoria del Portete zweigt die E59 über Girón nach Machalá ab, während die E35 Cumbe anbindet.
Südlich von Cumbe wird der Straßenverlauf wieder geschwungener. Die E35 verläuft weiter in südwestlicher Richtung entlang eines Bergkamms und überquert diesen dann zwischen Susudel und San Felipe de Oña. Dabei kreuzt sie den Río León kurz hinter dessen Zusammenfluss mit dem Río Udushapa. Der an San Felipe de Oña vorbeifließende Río Oña markiert die Grenze zur Provinz Loja.